# Henri Duquesne Watelet de la Vinelle
L'écuyer Henri Louis Joseph Lucien Druon Duquesne Watelet de La Vinelle, né le 14 janvier 1864 à Vaulx-lez-Tournai et y décédé le 8 mai 1924 fut un homme politique belge, membre du parti catholique.
Industriel, il fut conseiller communal à Vaulx-lez-Tournai (1890), ensuite bourgmestre (1891) ; il fut élu député à la Chambre des Représentants pour l'arrondissement de Tournai (1894-1900), puis Tournai-Ath (1900-19).

## Généalogie
- Il est le fils de Joseph Alfred Duquesne (1824-?) et Lucienne Watelet de La Vinelle.
- Il est le frère de Louis Duquesne Watelet de La Vinelle (1865-1938).
- Il épousa en 1884 Louise Dumon (1863-?), fille d'Henri Dumon, avec laquelle :
  - Il eut deux enfants : Henriette (°1885), Joseph (°1887) et Pierre.

## Sources
- Bio sur ODIS

- Ressource relative à plusieurs domaines :   - ODIS